# Riker Lynch
Riker Anthony Lynch (n. 8 noiembrie, 1991) Este un cântăreț, muzician, compozitor, actor și dansator american. El este cel mai bine cunoscut pentru rolul său ca Jeff S. Sterling în serialul hit de pe canalul FOX, Glee. În prezent, el participă la cel de-al douăzecilea sezon al emisiunii Dancing with the Stars cu Allison Holker ca partenera lui de dans.
El este unul dintre membrii fondatori al formației R5, pe care a fondat-o cu frații săi Ross and Rocky, sora Rydel și prietenul lor de familie, Ellington Ratliff. El este, de asemenea, unul dintre principalii vocaliști și bassistul formației.

## Viața personală
Riker s-a născut în Littleton, Colorado pe data de 8 noiembrie 1991. Lynch este fiul lui Mark și Stormie Lynch. El este cel mai mare dintre cei cinci copii ai familiei; sora Rydel, și cei trei frați ai săi, Rocky, Ross și Ryland. De obicei, când era vară, el participa la piese de copii ca Peter Pan, Aladdin, Annie Get Your Gun, A Chorus Line, and Grease. Riker și sora sa Rydel au luat amândoi lecții de pian și făceau întreceri de dans între ei doi.
Când încă trăiau în Colorado, copii organizau show-uri pentru familia lor în subsolul casei lor, iar mai târziu, și-au format propria lor formație de familie, R5. În 2008, Riker, la 16 ani, a decis că vrea să se mute la Los Angeles ca să își împlinească visul de a deveni un actor. Părinții lui, Mark și Stormie Lynch, au decis să se mute cu toată familia la L.A. ca să poată locui împreună. În octombrie 2009, familia l-au întâlnit pe Ellington Ratliff la un studio de dans din California, unde el locuia. Când au aflat că Ellington poate cânta la baterie, l-au lăsat să intre în formație, și așa s-a format R5. Riker este de asemenea, văr cu Derek și Julianne Hough, iar fratele său mai mic, Ross Lynch, are un rol principal în serialul hit de pe Disney Channel, Austin & Ally, unde îl joacă pe Austin Moon.

## Carieră

### 2008–11: Începuturile carierei
Riker este unul dintre Dalton Academy Warblers în serialul hit de pe canalul FOX, Glee. El a fost introdus ca Jeff în sezonul 2, episodul „Special Education”, apărând mai târziu ca unul dintre cântăreții Warbler în încă 11 episoade din sezoanele 2, 3 și 4. De asemenea, Lynch a apărut ca un Warbler în ediția 2011 a turneului Glee Live! In Concert!, în care a cântat din mai până în 3 iulie 2011 în Statele Unite ale Americii, Canada, Marea Britanie și Irlanda. Un film a fost făcut din niște clipuri din concert, incluzând unele în care Riker apare ca Jeff; Glee: The 3D Concert Movie a fost lansat pe data de 12 august 2011. Filmul a fost lansat pe Blu-ray și pe DVD pe data de 20 decembrie 2011, intitulat Glee: The Concert Movie. În 2009, Lynch împreună cu frații săi și prietenul lor Ellington Ratliff, au format R5.

### 2012–prezent: R5 șiDancing with the Stars
Riker este bassistul și unul dintre principalii vocaliști ai formației R5, cu frații săi Rocky, Ross, sora Rydel, și prietenul lor de familie/toboșarul formației, Ellington Ratliff. În aprilie 2012, R5 au anunțat via site-ul lor oficial că au semnat un contract de înregistrări cu Hollywood Records și au început să își planifice primul lor mini-turneu pentru luna mai. După turneu, R5 au cântat la numeroase show-uri în timpul verii prin SUA și în Canada. În septembrie 2012, două dintre cântecele lor au ajuns pe banda sonoră a serialului Austin & Ally. De asemenea, R5 și-au lansat al doilea EP intitulat Loud pe data de 19 februarie 2013. Primul lor album, Louder, a fost lansat pe data de 24 septembrie 2013. Albumul include patru cântece de pe EP, și noul lor single, „Pass Me By”.
Pe data de 24 februarie 2015, a fost anunțat că Lynch va fi una dintre vedetele care vor participa la al douăzecilea sezon al serialului Dancing with the Stars. Partenera sa este dansatoarea profesională Allison Holker.

## Influențe
Riker a spus că unele dintre cele mai mari influențe muzicale ale sale și formațiile/artiștii săi favoriți sunt McFly și Maroon 5. De asemenea, el a spus că una dintre cele mai importante influențe a sale și a formație este Fall Out Boy, și că R5 nu ar fi unde sunt acum fără ei. Lynch a mai spus că bassistul formației Fall Out Boy, Pete Wentz, este una dintre inspirațiile sale și bassistul său preferat.

## Filmografie
| An        | Titlu                      | Rol                    | Note                                           |
| --------- | -------------------------- | ---------------------- | ---------------------------------------------- |
| 2009      | So You Think You Can Dance | El însuși              | „Two of 16 Voted Off” (Sezonul 5, Episodul 11) |
| 2010      | Zeke și Luther             | Dansator Goin' Zoomin' | „Goin' Zoomin'” (Sezonul 2, Episodul 24)       |
| 2010–2013 | Glee                       | Jeff Sterling          | Rol recurent                                   |
| 2013      | Wedding Band               | Membru Just'a Krush    | „Get Down on It” (Sezonul 1, Episodul 5)       |
| 2014      | Violetta                   | El însuși              | Apariție specială cu R5                        |
| 2015      | Dancing with the Stars     | El însuși              | Sezonul 20; patricipant                        |

| An   | Titlu                      | Rol                     | Note         |
| ---- | -------------------------- | ----------------------- | ------------ |
| 2008 | Sunday School Musical      | Membru Crossroads Choir | Rol suportiv |
| 2010 | Suicide Dolls              | Copil Hip               |              |
| 2010 | School Gyrls               | El însuși               |              |
| 2011 | A Day as Holly's Kids      | Johnny                  | Film scurt   |
| 2011 | Glee: The 3D Concert Movie | Jeff Sterling           |              |
| 2012 | Lost Angeles               | Jhonny                  | Film scurt   |
| 2013 | City of Jerks              | Sketch Ball             |              |